# 명암 경계선

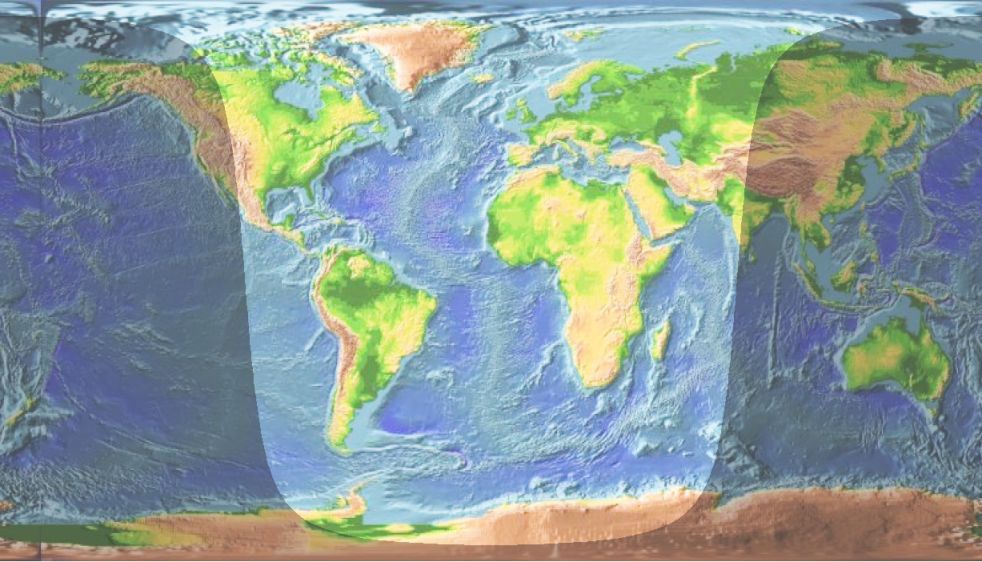
명암 경계선이 나타난 세계 지도 (4월)

명암 경계선(明暗境界線)은 행성에서 밝게 비치는 낮과 어두운 밤이 구분되는 곳이다. 이 경계선은 정확히 태양 광선이 달이나 행성에 접하는 점의 궤적으로 정의된다. 이 경계선은 행성의 자전 때문에 시간에 따라 바뀐다. 또한 공전 때문에 발생하는 계절도 명암 경계선에게 영향을 끼친다.
자전하는 행성의 표면에서 명암 경계선의 한쪽은 해돋이, 반대쪽은 해넘이가 일어난다.

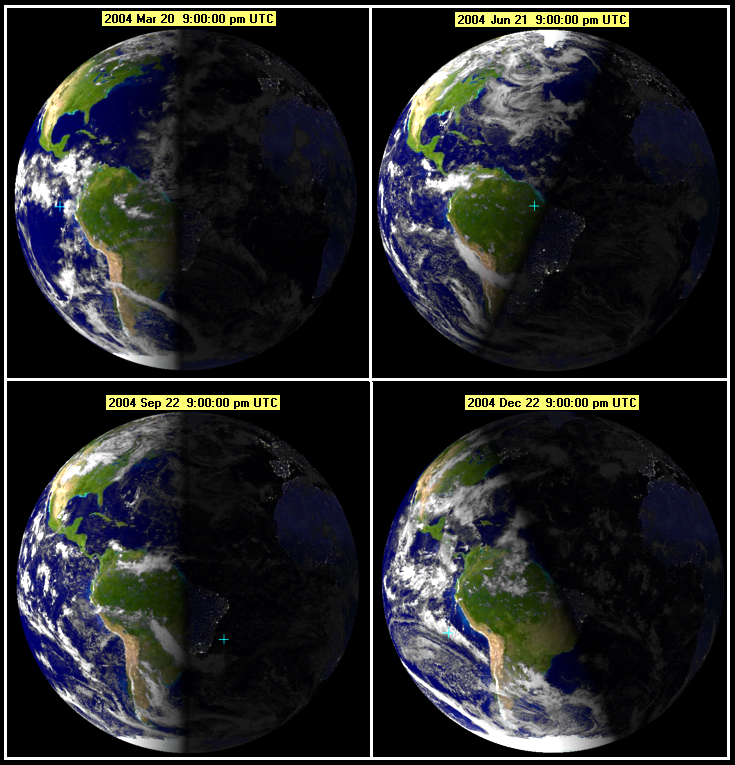
북쪽에서 남쪽에 이르는 명암경계선의 방향은 계절의 영향을 받는다. 춘분과 추분 때 명암경계선은 지구의 위도와 평행하게 나타나고, 하지와 동지 때에는 경사지게 나타난다.

명암경계선 조사는 그 행성에 대한 정보를 줄 수 있다. 예를 들어, 명암경계선의 경계가 모호하다면, 이는 대기가 존재한다는 알려준다.
아마추어 무선은 장거리무선을 위해 명암경계선의 상태를 이용한다. 좋은 상태에서 전파는 명암경계선을 지나서 대척지까지 갈 수 있다.
명암경계선이 지구의 자전축과 이루는 각은 하지와 동지 때, 대략 23.5도로 가장 커진다.

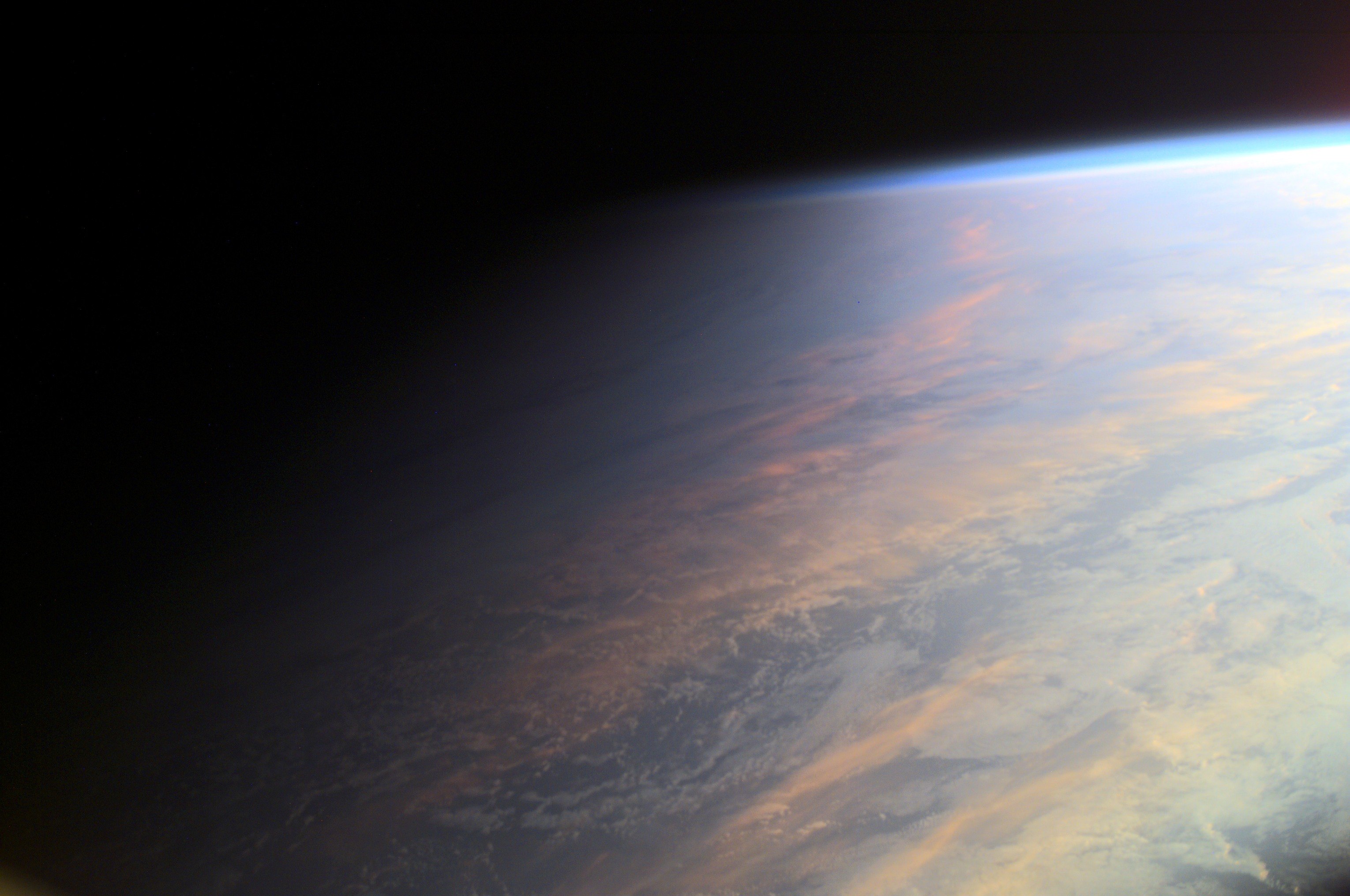
국제 우주 정거장에서 본 명암경계선이 지나가는 부분의 모습.

극지를 지나가는 경우를 제외하고, 콩코드와 튜폴레프 Tu-144는 유일하게 명암경계선을 따라잡을 수 있는 여객기였다. 해질녘에 프랑스 파리에서 비행기가 떴다면, 밤이 되는 것을 늦추고 해가 지기 전에 목적지에 도착할 수 있었다. 또 조종석실에 있는 사람은 해가 서쪽에서 뜨는 것을 볼 수 있었다.

## 같이 보기
- 달의 위상